# Fon (Volk)
Die Fon sind eine Ethnie in Benin, Togo, Gabun, Ghana und Nigeria. Im Benin leben schätzungsweise 1.706.000 Fon, in Togo 55.000, in Frankreich 18.000, in Gabun 14.000, in Ghana 11.000. Wenige Fon sollen auch in Nigeria leben.
Sie sollen aus der Gegend von Tado, einer Stadt in Togo, gekommen sein und gründeten Ardra. Fon eroberten im Norden unter anderem die Stadt Savalu der Mahi. Viele Mitglieder der dortigen Priesterkaste wurden versklavt und gelangten nach Amerika – sowie Kuba (siehe Arará Sabalú).
Die Fon hatten eine sehr zentralistische und hierarchische Verwaltungsorganisation mit einem Hof, Würdenträgern und einer Armee, die praktisch das Monopol für den Sklavenhandel besaß (daher der frühere Name Sklavenküste). Die Gesellschaft war in vier Stände oder Klassen aufgeteilt. An der Spitze standen die Adligen und Priester. Ihre Aufgabe war, das Fortbestehen des Reiches zu sichern. An zweiter Stelle standen die gemeinen Freien, vor allem Bauern und Handwerker. Sie bildeten den Mittelstand. Dann kamen die Nachfahren von Sklaven. Diese durften von ihren Herren nicht verkauft oder getötet werden, da sie im Herrscherland geboren waren. Die unterste Klasse bildeten die Sklaven, die keinerlei Rechte besaßen. Sie arbeiteten meist auf dem Feld, wurden aber manchmal auch Opfer königlicher Riten. 

## Geschichte

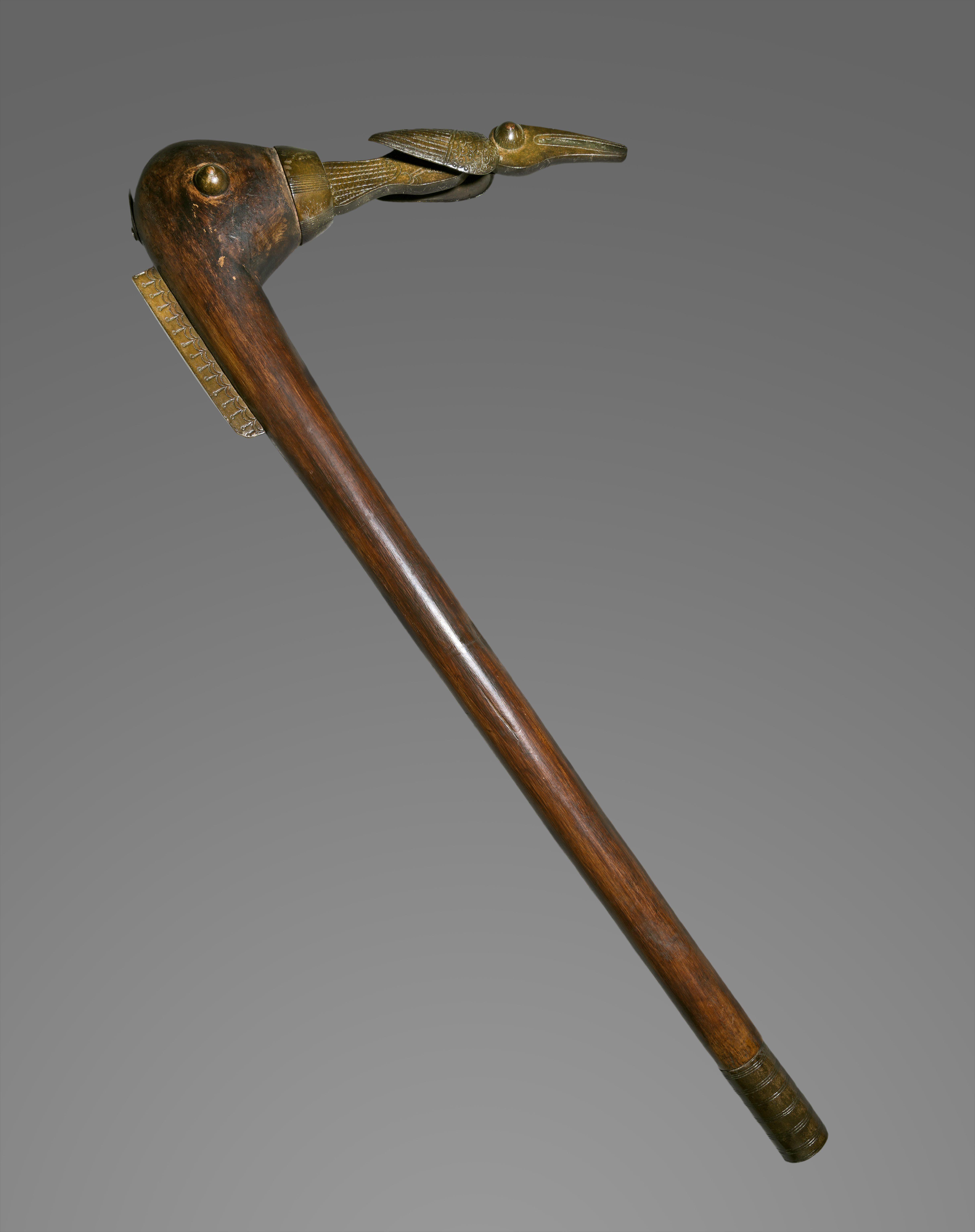
Recade fon

Um 1440 gründeten die Fon Allada und stellten bis ca. 1610 den Regenten.
Vor 1580 gründeten die Fon Sahé mit der Hauptstadt Ajudá (heute Ouidah) und um 1615 das Königreich Dahomey mit der Hauptstadt Abomey. Sie stellten bis ca. 1620 den Regenten. In allen diesen Reichen stellen später die Adja den Regenten. Streitigkeiten zwischen den Volksgruppen sind jedoch an sich nicht bekannt. Die Kriege waren Kriege der Herrscher, nicht des Volkes. Gemeinsam blickt man stolz auf die Geschichte von Dahomey zurück.
Das Reich wurde 1894 von französischen Truppen von Senegal aus erobert und Teil von Französisch-Westafrika. Mit dem Tod des letzten Königs von Dahomey, Behanzin, wurde eine neue Gesellschaftsstruktur eingeführt. Übriggeblieben vom Fon-Erbe sind eine streng hierarchische Gesellschaftsstruktur sowie die hohe Bedeutung von Beerdigungszeremonien. Zu der Volksgruppe dürften sich heute etwa 2.000.000 Menschen zählen.